# 喬多恩山
喬多恩山是南極洲的山峰，位於維多利亞地的斯科特海岸，屬於岡維爾與凱斯山脈的一部分，海拔高度1,400米，是巴赫托德冰川和格里菲思冰川的分隔點。
77°9′15″S 162°1′30″E / 77.15417°S 162.02500°E